# Markus Gasser

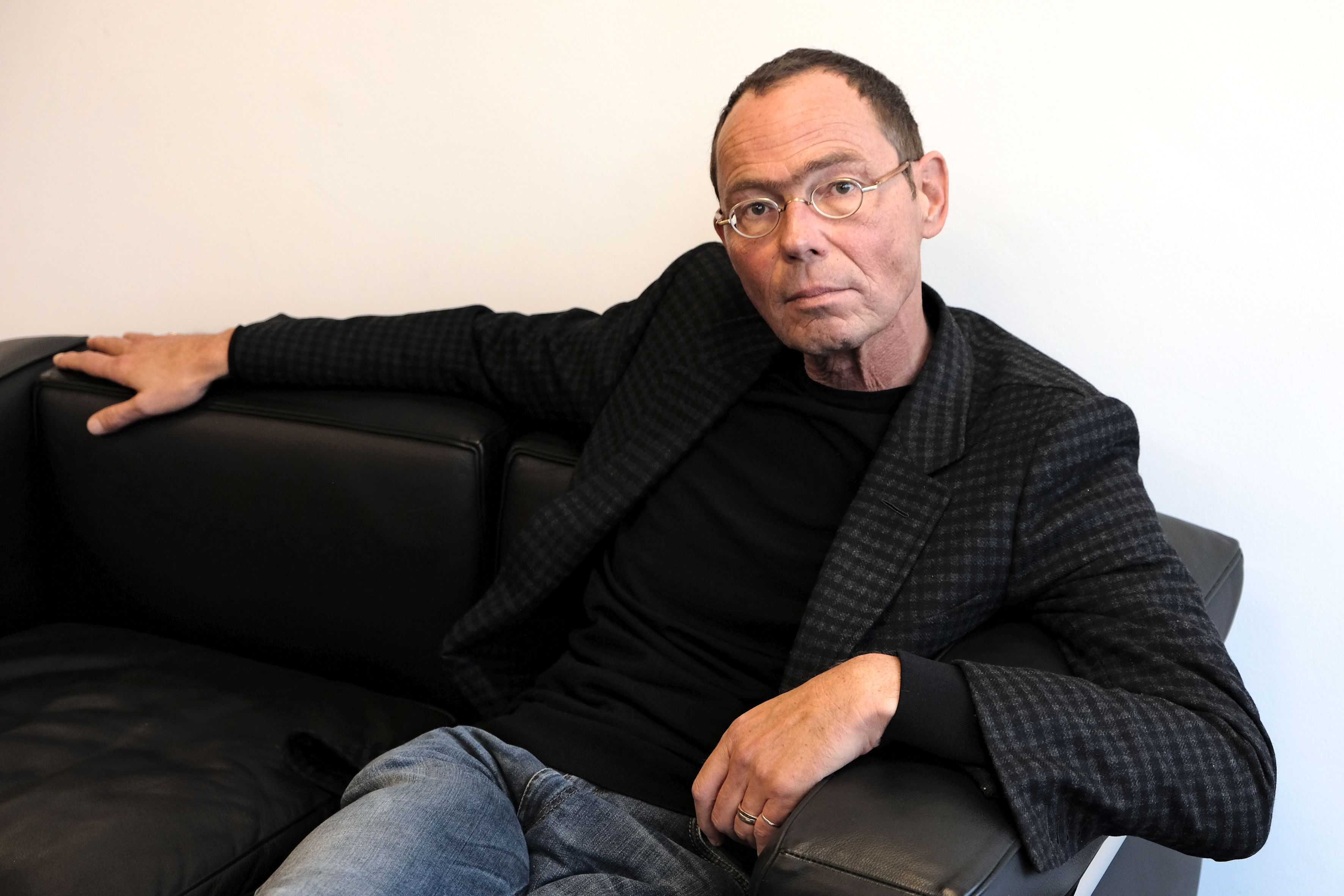
Markus Gasser, 2018

Markus Gasser (* 1967 in Bregenz) ist ein österreichischer Literaturwissenschaftler und Autor.

## Leben
Nach dem Besuch des Gymnasiums studierte Gasser Germanistik, Anglistik und Amerikanistik an der Universität Innsbruck, an der er sich 2007 mit einer Romantheorie, Die Sprengung der platonischen Höhle, habilitierte. 
2010 veröffentlichte er mit Das Königreich im Meer ein Sachbuch über das Werk des deutsch-österreichischen Erfolgsautors Daniel Kehlmann. 2014 folgte Das Buch der Bücher für die Insel, im Jahr darauf Eine Weltgeschichte in 33 Romanen sowie 2019 Die Launen der Liebe über Liebesgeschichten rund um die Literatur. 2022 erschien mit Die Verschwörung der Krähen sein erster Roman. Nebenbei arbeitete er als Literaturkritiker mit Beiträgen für die Weltwoche, den Rheinischen Merkur und die Frankfurter Allgemeine Zeitung. Zusätzlich lehrt Gasser an den Universitäten Innsbruck und Saarbrücken, vornehmlich über Thomas Mann, die deutschsprachige Gegenwartsliteratur, Horror und Thriller und die Weltliteratur des 20. und 21. Jahrhunderts.
Seit Februar 2017 gestaltet Gasser unter dem Titel Literatur ist Alles seinen eigenen Literaturkanal auf YouTube.
Markus Gasser ist verheiratet und lebt in Zürich. 

## Auszeichnung
Gasser wurde 2024 für seinen Roman Lil mit einem Anerkennungsbeitrag des Kantons Zürich ausgezeichnet.

## Werke
- Die Postmoderne. M und P, Stuttgart 1997, ISBN 3-476-45181-X (zugleich Dissertation, Universität Innsbruck, 1995).
- Die Sprengung der platonischen Höhle: Roman und Philosophie im Widerstreit. Wallstein, Göttingen 2007, ISBN 978-3-8353-0139-9 (zugleich Habilitation, Universität Innsbruck).
- Das Königreich im Meer. Daniel Kehlmanns Geheimnis. Wallstein, Göttingen 2010, ISBN 978-3-8353-0617-2.[3]
- Das Buch der Bücher für die Insel. Hanser, München 2014, ISBN 978-3-446-24495-5.[4]
- Eine Weltgeschichte in 33 Romanen. Hanser, München 2015, ISBN 978-3-446-24919-6.[5]
- Die Launen der Liebe. Hanser, München 2019, ISBN 978-3-446-25839-6.[6]
- Die Verschwörung der Krähen. Roman. C.H.Beck, München 2022, ISBN 978-3-406-78150-6.
- Lil. Roman. C.H.Beck, München 2024, ISBN 978-3-406-81375-7.[7]